# Kanton Mehun-sur-Yèvre
Der Kanton Mehun-sur-Yèvre ist seit 1790 ein französischer Wahlkreis im Département Cher und in der Region Centre-Val de Loire. Er umfasst 15 Gemeinden im Arrondissement Vierzon. Im Rahmen der landesweiten Neuordnung der französischen Kantone wurde er im Frühjahr 2015 erheblich erweitert.

## Gemeinden
Der Kanton hat 18.677 Einwohner (Stand: 1. Januar 2022) auf einer Gesamtfläche von 352,60 km²:
| Gemeinde               | Einwohner 1. Januar 2022 | Fläche km² | Dichte Einw./km² | Code INSEE | Postleitzahl |
| ---------------------- | ------------------------ | ---------- | ---------------- | ---------- | ------------ |
| Allouis                | 1.052                    | 35,59      | 30               | 18005      | 18500        |
| Berry-Bouy             | 1.171                    | 30,87      | 38               | 18028      | 18500        |
| Brinay                 | 507                      | 29,48      | 17               | 18036      | 18120        |
| Cerbois                | 398                      | 18,45      | 22               | 18044      | 18120        |
| Chéry                  | 225                      | 13,54      | 17               | 18064      | 18120        |
| Foëcy                  | 2.052                    | 16,21      | 127              | 18096      | 18500        |
| Lazenay                | 282                      | 30,74      | 9                | 18124      | 18120        |
| Limeux                 | 171                      | 13,17      | 13               | 18128      | 18120        |
| Lury-sur-Arnon         | 662                      | 13,84      | 48               | 18134      | 18120        |
| Massay                 | 1.347                    | 47,94      | 28               | 18140      | 18120        |
| Mehun-sur-Yèvre        | 6.394                    | 24,45      | 262              | 18141      | 18500        |
| Méreau                 | 2.649                    | 18,65      | 142              | 18148      | 18120        |
| Preuilly               | 473                      | 14,94      | 32               | 18186      | 18120        |
| Quincy                 | 821                      | 18,19      | 45               | 18190      | 18120        |
| Sainte-Thorette        | 473                      | 26,54      | 18               | 18237      | 18500        |
| Kanton Mehun-sur-Yèvre | 18.677                   | 352,60     | 53               | 1811       | –            |

Bis zur landesweiten Neuordnung der französischen Kantone im März 2015 gehörten zum Kanton Mehun-sur-Yèvre die fünf Gemeinden Allouis, Berry-Bouy, Foëcy, Mehun-sur-Yèvre und Sainte-Thorette. Sein Zuschnitt entsprach einer Fläche von 133,66 km2. Er besaß vor 2015 den INSEE-Code 1820.

## Politik
| Vertreter im Departementrat | Vertreter im Departementrat   | Vertreter im Departementrat |
| Amtszeit                    | Namen                         | Partei                      |
| --------------------------- | ----------------------------- | --------------------------- |
| 2015–                       | Sophie Bertrand Bruno Meunier | UD                          |